# باکزه امین خاکی
باکِزه امین خاکی (۱۹۳۰ – ۲۰۰۳) شاعر عراقی بود. در بغداد از پدری شاعر به دنیا آمد که او را تشویق به سرودن شعر کرد. در دانشکدهٔ ادبیات دانشگاه بغداد درس خواند و فارغ‌التحصیل شد. به شعر آزاد متمایل شد و عاشق مکتب نمادگرایی بود، اما شعر کلاسیک سرود و در آن به برتری رسید. به عنوان معلم در دبیرستان‌های دخترانه بغداد کار کرد. در بسیاری از تظاهرات ملی شرکت کرد و قبل از انقلاب ژوئیهٔ ۱۹۵۸ محاکمه و دستگیر شد.

## زندگی و پیشه
باکِزه (پاکیزه) امین خاکی در سال ۱۹۳۰ (در برخی منابع ۱۹۳۶، ۱۹۳۲) در بغداد (در برخی منابع، کرکوک) به دنیا آمد.او اولین دختر پدر و مادرش بود که به قبیلهٔ عربی ربیعه منتسب بودند. پدرش عاشق ادبیات به ویژه شعر بود. باکزه وارد دبستان شد و وقتی به کلاس چهارم آن مرحله رسید، عاشق شعر شد و شروع به خواندن آن کرد. تحصیلات ابتدایی را به پایان رساند و وارد دوره راهنمایی شد و در آن هنگام به سرودن شعر پرداخت، ژانر غزل را به عنوان اولین شیوه ای که در اشعار خود به کار برد، پذیرفت. اما او نتوانست این ابیات را به پدر و مادرش نشان دهد، زیرا شرایط خانه اجازه نمی‌داد دختری غزل بسراید. روزنامه‌های عراق در زمانی که تنها او چهارده سال داشت، آثارش را منتشر کردند.به همراه پدرش که افسر ارتش عراق بود به دبیرستانی در شهر کرکوک رفت و از آن فارغ‌التحصیل شد.
او در سال ۱۹۵۰ وارد دانشکدهٔ ادبیات دانشگاه بغداد شد و افراد زیادی را پیدا کرد که او را به شعر تشویق کردند، بنابراین دری تازه در شعرش گشود که سیاست بود. در سال ۱۹۵۲ پدرش را از دست داد و مادر، خواهران کوچکتر و دو برادر برایش بر جا ماند. به جز عربی، برکردی و ترکی تسلط داشت. او به عنوان معلم در دبیرستان‌های دخترانه بغداد کار کرد.از جمله شاعرانی که بر وی تأثیر گذاشتند، علی محمود طه، فدوی طوقان، عمر خیام، احمد رامی، ابوالقاسم الشابی و نزار قبانی هستند. او مدرک کارشناسی زبان عربی را از دانشگاه بغداد و دیپلم عالی در تحقیقات اجتماعی از همان دانشگاه گرفت. همچنین دیپلم عالی در توسعهٔ اجتماعی از مرکز بین‌المللی در سرس اللیان، قاهره، مصر به دست آورد.
در بسیاری از تظاهرات ملی شرکت کرد و قبل از انقلاب ژوئیهٔ ۱۹۵۸ محاکمه و دستگیر شد.بیشتر روزنامه‌های عراق و کویت و روزنامهٔ «الاهرام» مصر، آثارش را منتشر کردند. او در چندین کنفرانس شرکت کرد، از جمله: کنفرانس جوانان آسیایی- آفریقایی، ۱۹۵۹، قاهره؛ کنفرانس توسعهٔ اجتماعی، ۱۹۶۱، بیروت؛ کنفرانس اتحادیهٔ زنان عرب، ۱۹۶۶، قاهره؛ کنفرانس قدرت مردمی عرب، ۲۰۰۱، بغداد؛ کنفرانس قدرت مردمی عرب، ۲۰۰۲، بغداد. در سال ۲۰۰۲، او مدال ماجده برای خلاقیت شاعرانه را از اتحادیهٔ زنان عراق در طی کنفرانس نیروهای مردمی عرب در بغداد دریافت کرد. در «معجم البابطین برای شاعران عربی در دو قرن نوزدهم و بیستم» دربارهٔ شعر او آمده است: «شاعری است نوگرا. شعرش میان شعر عروضی پایبند به وحدت وزن و قافیه و سرودن بر پایهٔ نظام آزاد متنوع است… اشعار آزاد او با عمق معنایی، عاطفهٔ ظریف و اندوه دفن‌شده متمایز می‌شود.» او یکی از پیشگامان شیوه‌ای نوین در شعر عراقی سدهٔ بیستم، معروف به شعر منثور، شمرده می‌شود. در شعر نمادگرایی نیز برجسته بود، با این حال در شعر عمودی برتری یافت. او شاعری ظریف است که «شاعر شاد» لقب گرفت، زیرا روح فکاهت در اشعارش نمایان است.
باکزه امین در سال ۲۰۰۳ در بغداد درگذشت.

## زندگی شخصی
از طریق ازدواج با مهندس سمیر عثمان خریبه (کارشناس بین‌المللی در سازمان ملل) تابعیت مصر را به دست آورد و در قاهره اقامت گزید. آنها چهار فرزند داشتند: سه دختر (یکی دکتر، دیگری باستان‌شناس و سومی حسابدار) و یک پسر به نام سلیمان سمیر عثمان خریبه که مشاور حقوقی شد.

## آثار
از جمله مجموعه‌های شعری او:
- الساقية
- غدا نلتقي
- ألف ليلة وليلة